# Salettes (Drôme)

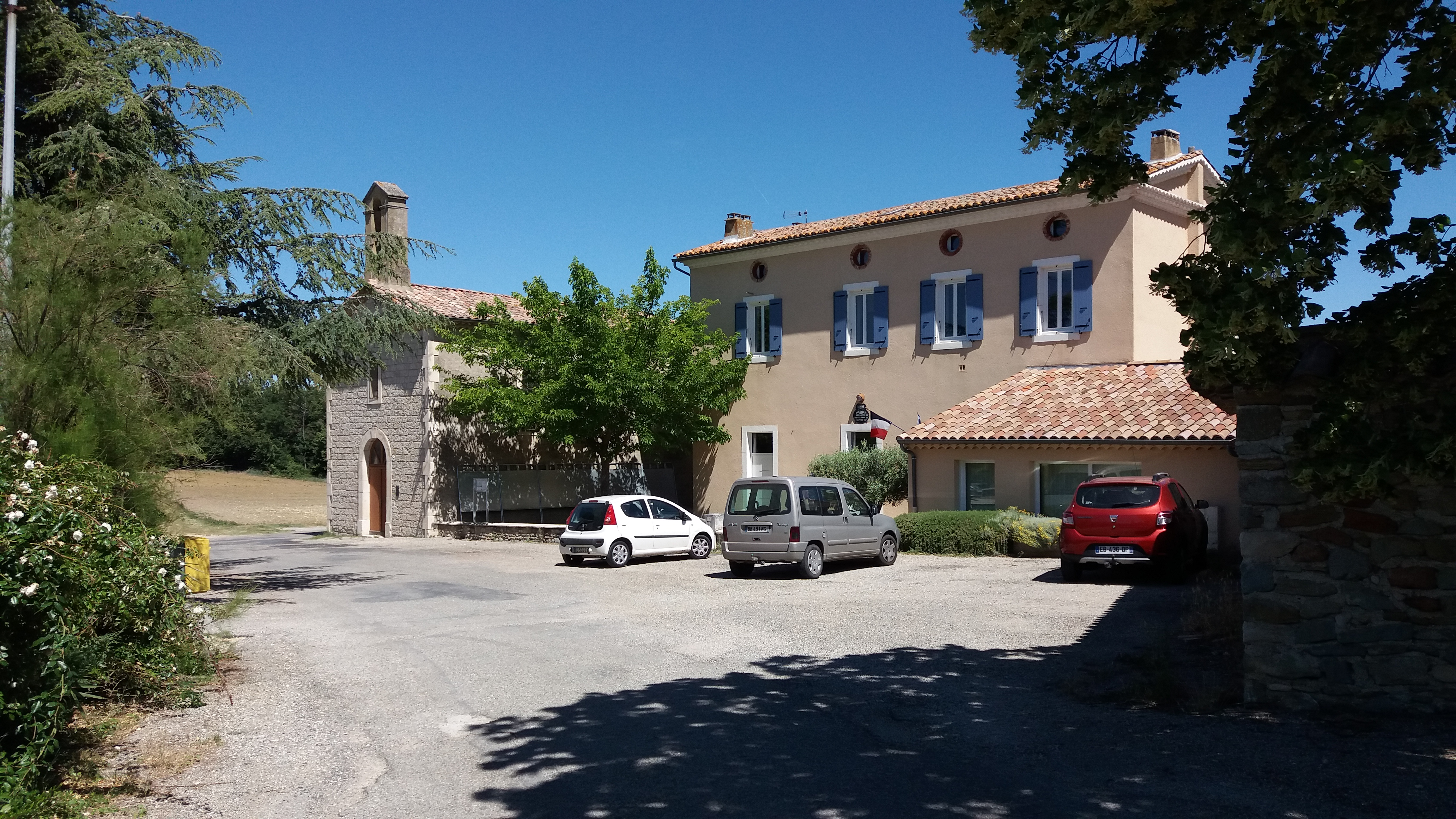
Salettes, Place Milon-Brachet, Kirche und - Mairie (2022)

Salettes ist eine französische Gemeinde mit 143 Einwohnern (Stand 1. Januar 2022) im Département Drôme in der Region Auvergne-Rhône-Alpes; sie gehört zum Kanton Dieulefit im Arrondissement Nyons.

## Geografie
Salettes liegt auf einer mittleren Höhe von 435 m am Südrand des Départements Drôme, 14 Autokilometer nordwestlich von Dieulefit und 22 Kilometer östlich von Montélimar. Die nächstgelegenen Orte sind La Bégude-de-Mazenc, Le Poët-Laval und Eyzahut. Auf dem Gemeindegebiet fließen der Vermenon, Ruisseau de Salettes, Ruisseau de Bramefaim und der Ruisseau de Mourgon.

## Bevölkerungsentwicklung
| Jahr                       | 1962 | 1968 | 1975 | 1982 | 1990 | 1999 | 2007 | 2016 |
| Einwohner                  | 77   | 71   | 88   | 82   | 64   | 94   | 120  | 148  |
| Quellen: Cassini und INSEE |      |      |      |      |      |      |      |      |

## Geschichte
Älteste urkundliche Erwähnung als Preceptoria Saliceti im Jahr 1219, 1695 als Saint Jean de Sallettes. Zu dieser Zeit im Besitz der Malteser-Kommende von Le Poët-Laval fiel es später an Guyon, danach an die päpstlichen Besitztümer, später an Plèche, Lattier und schließlich Viennois. Die Einwohner werden Salettois bzw. Salettoises genannt.

## Sehenswürdigkeiten
- Château du Normand, burgartiges Schloss mit zwei runden Türmen.